# 千葉県道187号館山千倉線
千葉県道187号館山千倉線（ちばけんどう187ごう たてやまちくらせん）は、千葉県館山市と南房総市を結ぶ一般県道。
館山市街地から南房総市千倉地区までのアクセス道として利用される。

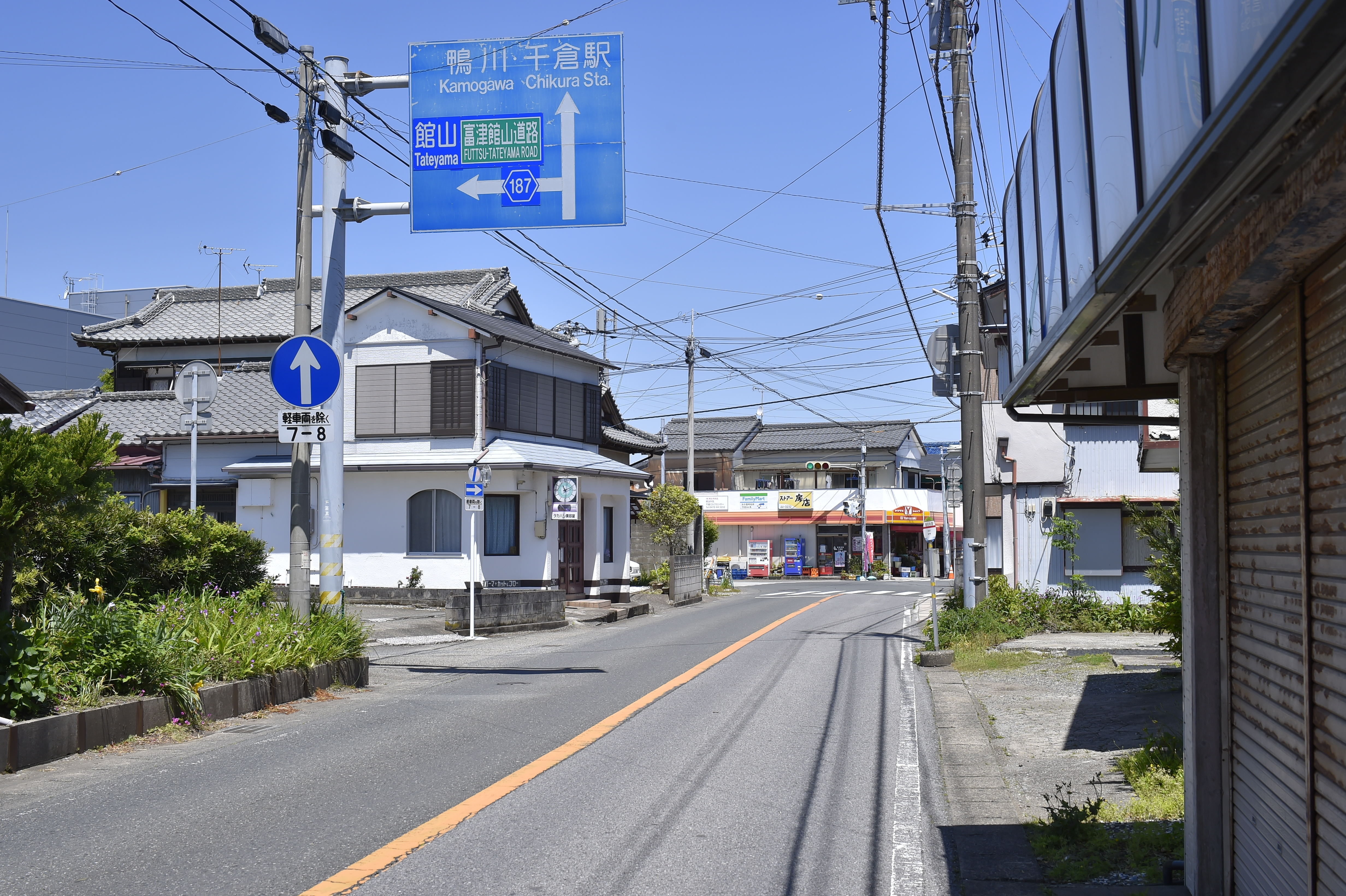
千葉県道187号館山千倉線
南房総市千倉町北朝夷（2023年5月）

## 路線データ
- 起点：館山市稲（稲交差点、国道128号交点）
- 終点：南房総市千倉町北朝夷（千倉橋脇交差点、国道410号交点）
- 総延長：6.797 km（安房土木事務所管内：6.797 km[1]）
- 重用延長：なし（安房土木事務所管内：0.0 km[1]）
- 実延長：6.797 km（安房土木事務所管内：6.797 km[1]）

## 地理

### 通過する自治体
- 館山市
- 南房総市

### 交差する道路
- 国道128号 - 館山市稲（稲交差点、起点）
- 千葉県道188号館山大貫千倉線 - 南房総市千倉町瀬戸（瀬戸交差点）
- 国道410号 - 南房総市千倉町北朝夷（千倉橋脇交差点、終点）

### 沿線
- JR九重駅（千葉県館山市二子）
- 千倉牧田郵便局（南房総市千倉町牧田）
- 千倉青果地方卸売市場（南房総市千倉町北朝夷）